# Port lotniczy Whangarei
Port lotniczy Whangarei (IATA: WRE, ICAO: NZWR) – mały port lotniczy położony 7,4 km na południowy wschód od Whangarei, na przedmieściu Onerahi, w regionie Northland, w Nowej Zelandii.

## Linie lotnicze i połączenia
- Air New Zealand Link obsługiwane przez Air Nelson (Auckland)
- Air New Zealand Link obsługiwane przez Eagle Airways (Auckland, Wellington)
- Great Barrier Airlines (Great Barrier, Kaitaia, Kerikeri, North Shore)